# Charlotte Lembach
Charlotte Lembach (Estrasburg, 1 d'abril de 1988) és una esportista francesa que competeix en esgrima, especialista en la modalitat de sabre.
Va participar en dos Jocs Olímpics d'Estiu, i hi va guanyar una medalla de plata a Tòquio 2020, en la prova per equips (juntament amb Sara Balzer, Manon Brunet i Cécilia Berder), i el vuitè lloc a Rio de Janeiro 2016, en la mateixa prova.
Va guanyar quatre medalles en el Campionat del Món d'esgrima entre els anys 2014 i 2019, i vuit medalles en el Campionat Europeu d'Esgrima entre els anys 2014 i 2019.

## Palmarès internacional
| Jocs Olímpics      | Jocs Olímpics           | Jocs Olímpics | Jocs Olímpics    |
| Any                | Lloc                    | Medalla       | Prova            |
| ------------------ | ----------------------- | ------------- | ---------------- |
| 2020               | Tòquio ( Japó)          | 2             | Sabre per equips |
| Campionat del món  |                         |               |                  |
| Any                | Lloc                    | Medalla       | Prova            |
| 2014               | Kazan ( Rússia)         | 2             | Sabre per equips |
| 2017               | Leipzig ( Alemanya)     | 3             | Sabre per equips |
| 2018               | Wuxi ( R.P. de la Xina) | 1             | Sabre per equips |
| 2019               | Budapest ( Hongria)     | 2             | Sabre per equips |
| Campionat d'Europa |                         |               |                  |
| Any                | Lloc                    | Medalla       | Prova            |
| 2014               | Estrasburg ( França)    | 2             | Sabre per equips |
| 2015               | Montreux ( Suïssa)      | 2             | Sabre individual |
| 2015               | Montreux ( Suïssa)      | 2             | Sabre per equips |
| 2016               | Toruń ( Polònia)        | 2             | Sabre per equips |
| 2016               | Toruń ( Polònia)        | 3             | Sabre individual |
| 2017               | Tbilisi ( Geòrgia)      | 3             | Sabre per equips |
| 2018               | Novi Sad ( Sèrbia)      | 3             | Sabre per equips |
| 2019               | Düsseldorf ( Alemanya)  | 3             | Sabre per equips |